# Міфологічний світогляд
Міфологі́чний світо́гляд (грец. Μῦθος — сказання, переказ) засновано на емоційно-образному і фантастичному ставленні до світу. У міфі емоційний компонент світогляду переважає над розумними поясненнями. Міфологія виростає насамперед зі страху людини перед невідомим і незрозумілим — явищами природи, хворобою, смертю. Оскільки у людства ще не було достатньо досвіду для розуміння справжніх причин багатьох явищ, вони пояснювалися за допомогою фантастичних припущень, без урахування причинно-наслідкових зв'язків.
Міфологічний тип світогляду визначається як сукупність уявлень, які були сформовані в умовах первісного суспільства на основі образного сприйняття світу. Міфологія має відношення до язичництва і є сукупністю міфів, для якої характерно одухотворення і антропоморфізація матеріальних предметів і явищ.
Характерною рисою міфологічного світогляду є відчуття людиною її спорідненості з природою.
Міфологічний світогляд поєднує в собі сакральне (таємне, чарівне) з загальнодоступним. Ґрунтується на вірі.